# Andreea Boșneag
Andreea Boșneag (n. 15 iulie 1991, București) este o actriță română de film, scenă și voce.

## Premii, recunoaștere

### FilmulCea mai fericitã fatã din lume
La Festivalul Internațional de Film de la Berlin, a avut loc premiera mondială a filmului de debut (în lumea filmului de lung metraj) a regizorului Radu Jude, Cea mai fericită fată din lume. Cu această ocazie filmul a primit Premiul CICAE (C.I.C.A.E - Confédération Internationale des Cinemas d'Art et d'Essai).
Actrița fost recunoscută și premiată la Gala Premiilor Gopo din 2010 pentru rolul său de debut din filmul Cea mai fericitã fatã din lume, filmul unui alt debut, cel al regizorului Radu Jude.
La Festivalul de film de Wiesbaden, goEast, Andreea Boșneag a fost premiată cu Premiul special goEast, pentru același rol, rolul Delia Cristina Frățilă, din același film, Cea mai fericită fată din lume, regia Radu Jude.
La data castingului (Andreea fusese aleasă din circa 1.000 de candidate) și a filmărilor, tânara actriță era încă elevă de liceu.

## Filmografie
- 2009 — Cea mai fericită fată din lume (titlul în engleză The Happiest Girl in the World), regia Radu Jude, rolul Delia Cristina Frățilă[6][7]
- 2012 — Toată lumea din familia noastră (titlul în engleză Everybody in Our Family), regia Radu Jude, rolul fiicei chimistului[8]
- 2012 — După dealuri (titlul în engleză Beyond the Hills), regia Cristian Mungiu, rolul Cristiana[9]